# Frailes (Jaén)
Frailes est une municipalité espagnole située dans la Province de Jaén en Andalousie. En 2015, sa population est de 1 651 habitants.

## Source de la traduction
- (es) Cet article est partiellement ou en totalité issu de l’article de Wikipédia en espagnol intitulé « Frailes (Jaén) » (voir la liste des auteurs).